# Български женски съюз
Българският женски съюз, съкратено БЖС, е организация на жените в България, създадена на 10 юли 1901 година.

## История
Развитието на женското движение в България започва още преди Освобождението на България, от средата на ХІХ век. Първото женско дружество е основано през 1857 г. в град Лом от учителя Кръстьо Пишурка. Следва изграждане на дружества и в други градове в страната.
В края на 1899 година започва издаването на вестник [„Женски глас“].
На своята национална конференция на 10 – 14 юли 1901 година регионалните женски клубове се обединяват в национална организация – Български женски съюз. Първи председател на БЖС е Екатерина Каравелова – съпруга на Петко Каравелов. Целите, които си поставя съюзът, са „умствено и нравствено повдигане на жената и подобряване на нейното положение във всяко отношение“.

## Съвремие
Дейността на Българския женски съюз е възстановена през 1993 г.
Към 2001 г. съюзът има 104 регионални дружества в страната и повече от 4000 члена.
Дейността на БЖС е в няколко основни направления:
- работи за защита човешките права на всички жени без оглед на раса, език, религия, цвят, етническа принадлежност или др. различия;
- подкрепя развитието на инициативи, свързани със стимулиране участието на жените във всички сфери на обществения живот и включване социално-половите аспекти в политическите приоритети;
- защитава равните права на жените и участието им в политиката, управлението и взимането на решения на всички равнища;
- организира обучение, срещи, конференции, семинари и дискусии за осигуряването достъп до информация със специален акцент върху уязвимите и рисковите групи жени;
- работи по проекти и програми за подобряване здравното състояние и социалния статус на жените и децата;
- осъществява постоянна благотворителна програма за социалните домове за стари хора, сираци и изоставени деца;
- финансово подпомага самотни майки и социално слаби семейства, както и многодетни семейства.

Организира изложби, концерти и конкурси с благотворителна цел.
Финансовите средства на БЖС се набират чрез: членски внос, дарения, спонсорство и субсидии по проекти.